# Інтерактивне телебачення
Інтеракти́вне телеба́чення — надання в одній IP-мережі окрім звичного телебачення ще й кількох популярних сервісів одночасно: Інтернет, телефонії та інших («Відео на вимогу» (Video on Demand) — користувач може за певну плату переглядати вибрані фільми, мультфільми чи прослуховувати аудіо записи та «Платне телебачення» (Pay Per View) — перегляд платних програм з оплатою під час перегляду та інші). Часто передбачає встановлення додаткових приставок до телевізорів.